# فيليكس هاس
فيليكس هاس هو شخصية أعمال ألماني، ولد في القرن العشرين.